# Eufrozyna Przemysłówna
Eufrozyna, Eufrosca (ur. ok. 1247, zm. 17 lutego lub 19 maja 1298) – ksieni klasztoru cysterek w Trzebnicy, córka księcia wielkopolskiego Przemysła I i Elżbiety wrocławskiej (córki Henryka Pobożnego), siostra króla Polski Przemysła II, prawnuczka św. Jadwigi.
Straciła ojca w wieku około 10 lat. W bliżej nieznanym czasie wstąpiła do klasztoru cysterek w Trzebnicy, gdzie około 1278 objęła funkcję ksieni. Dokumentacja z lat 1285-1297 wskazuje na dużą aktywność Eufrozyny na stanowisku ksieni, szczególnie w kwestiach gospodarczych klasztoru. Przypuszczalnie na okres jej zwierzchnictwa przypada początek działalności klasztornej kancelarii, a także spisanie żywota jej prababki – Jadwigi.